# HD218925
HD218925 — хімічно пекулярна зоря спектрального класу F3, що має видиму зоряну величину в смузі V приблизно  6,8.
Вона  розташована на відстані близько 505,7 світлових років від Сонця.